# Roger Desaise
Roger Desaise, né le 20 juin 1895 à Montigny-le-Tilleul et mort le 16 mars 1960 à Charleroi, est un poète, pédagogue, philosophe et dramaturge belge d'expression française.

## Biographie
Roger Jean-Baptiste Jules Desaise, né le 20 juin 1895 à Montigny-le-Tilleul, est le fils d'Aimé Desaise, cordonnier, et de Juliette Biarent. Il était marié à Denise Pirmez.
Il fait ses études à l'école de Mont-sur-Marchienne et poursuit avec des études à l'École normale provinciale de Charleroi destinée à former des instituteurs. En 1914, il est nommé instituteur primaire à Mont-sur-Marchienne puis chef d'école en 1929. Il y a eu pour élève le sculpteur Alphonse Darville.
Son érudition dépassait largement ses activités scolaires. Poète symboliste, il est l'ami et le disciple du poète liégeois Albert Mockel et admirait Stéphane Mallarmé. Il a tiré son inspiration et son idéalisme poétique de la philosophie grecque de l'Antiquité.
Durant plus de trente-cinq ans à partir des années 1920, les « jeudis de Roger Desaise » rassemblent autour de lui des artistes, peintres, sculpteurs et poètes tels que Norge, Armand Bernier, Nestor Miserez, Marcel Delmotte, Gilberte Dumont, Joseph Boland, Jean Ransy ou Alphonse Darville. La maison de Roger Desaise devenait ainsi un lieu de rencontre, un carrefour d’idées, de conceptions à la recherche d'un idéalisme artistique et littéraire puisant sa source dans les mythes anciens.
Avec Nestor Miserez, il a été le secrétaire et a animé la revue littéraire Les Cahiers du Nord.

## Sélection d'œuvres[4]
- 1937 : Voies dans le soleil,  poèmes paru dans Les cahiers du journal des poètes ;
- 1948 : Ode à l'inconnue, poème paru dans Les cahiers du nord ;
- 1951 : Jason, tragédie ;
- 1952 : Limbes du temps, poèmes paru dans Les Cahiers du Nord, Charleroi ;
- 1956 : La halte éblouie, paru dans Les Cahiers du nord, Charleroi ;
- 1961 : Prométhée foudroyé, tragédie en alexandrins ;

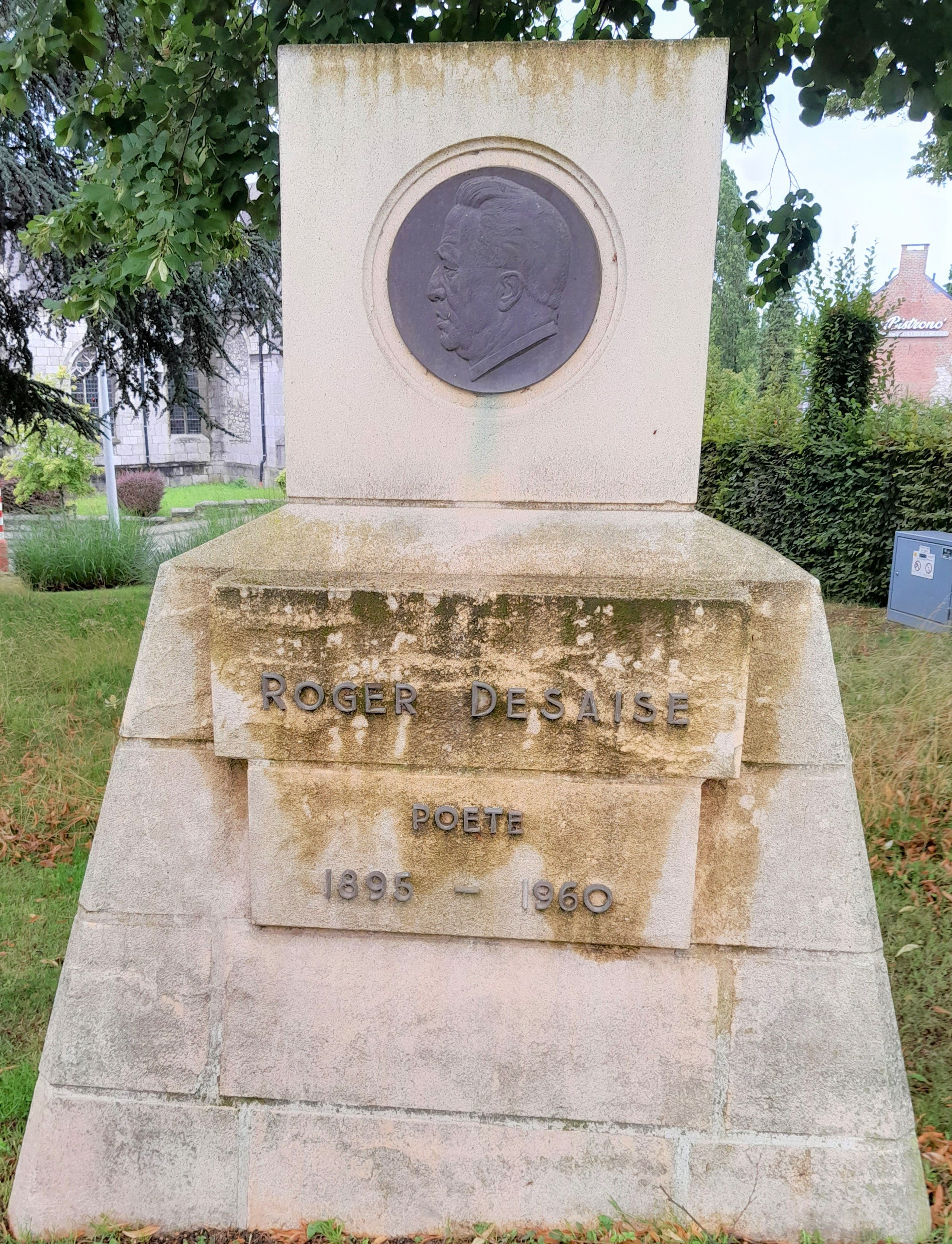
Monument Roger Desaise à Montigny-le-Tilleul

- Monument Roger Desaise à Montigny-le-TilleulCantate des sept portes, poème polyphonique ;
- Seuils de la lumière ;
- Polyxène, tragédie en vers.

## Hommages
- À Mont-sur-Marchienne, dans le jardin de son ancienne maison, a été installé en 1969 sur un bloc de pierre un médaillon-portrait en bronze du poète, œuvre d'Alphonse Darville[5] ;
- En 2016, la place communale de Mont-sur-Marchienne a été renommée « Place Roger Desaise ». Une rue de Montigny-le-Tilleul porte aussi son nom ;
- L'on trouve à Mont-sur-Marchienne une École Fondamentale Roger Desaise ;
- Un monument Roger Desaise a été érigé dans le parc communal de Montigny-le-Tilleul.